# 王兆釧
王兆釧（1946年11月9日—），中華民國（台灣）政治人物，曾以黨外人士身份當選為為第一屆增額國民大會代表、第八屆台灣省議會議員；民主進步黨成立後，則代表該黨當選為第二屆國民大會代表、第十屆台灣省議會議員；凍省後當選為第四屆立法委員，但任內因涉及刑案遠離台灣，並於1999年11月22日辭職。

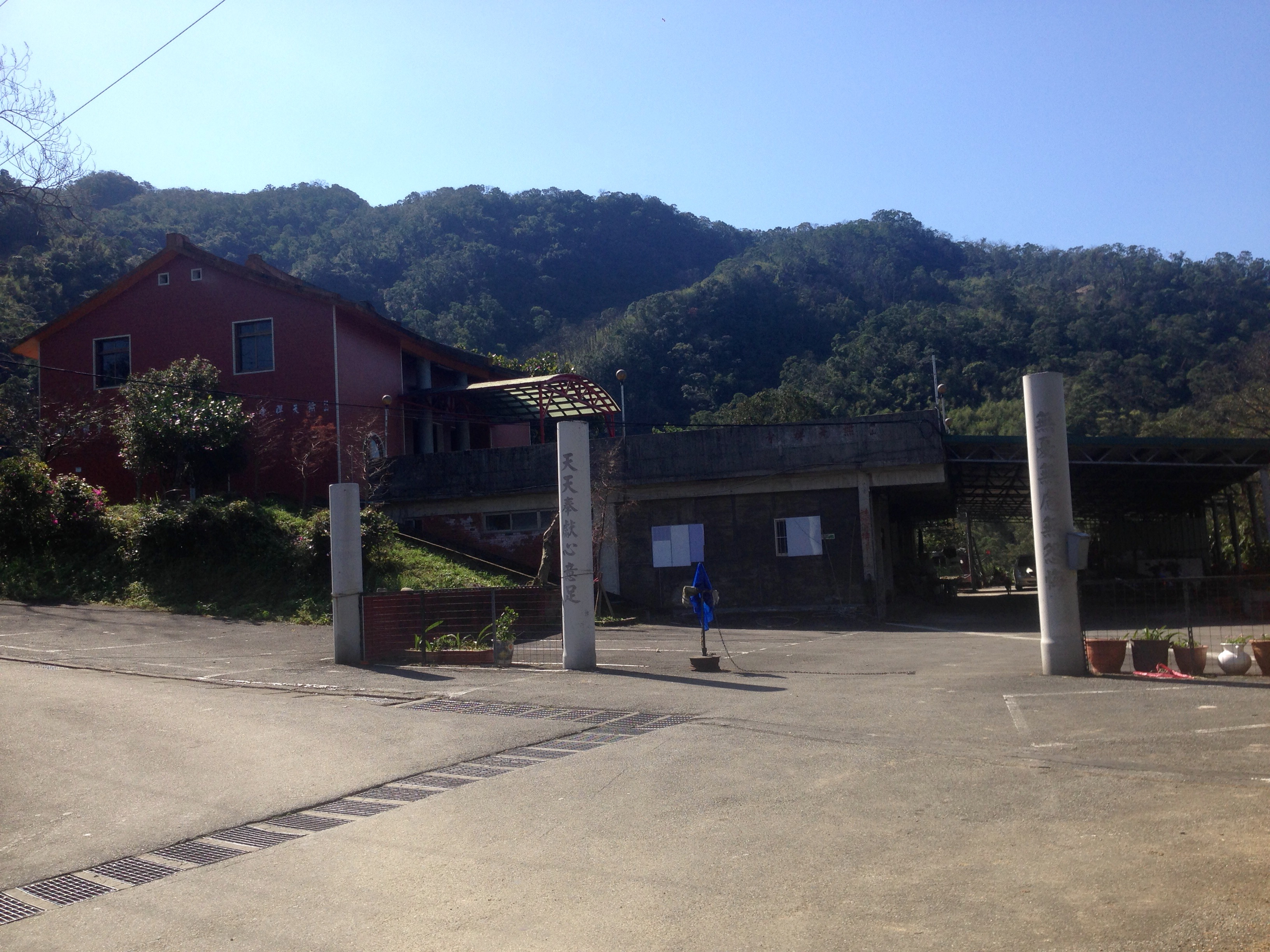
無天禪寺

王兆釧曾於1987年省議員任內與兄弟、友人創建無天禪寺，並樹立廖添丁、李師科的雕像作為門神，一說為紀念兩位劫富濟貧的英雄，一說為諷刺時政、凸顯國民黨威權統治。民主進步黨成立前，一些黨外人士會在此討論時政。新竹市長施性忠曾因官司纏身於此暫居，落髮並取法號「無天」，王兆釧為聲援也剃光頭而「無髮」，兩人並稱「無法無天」。
1994年10月22日，臺灣臺北地方法院審理臺灣之聲廣播電臺負責人許榮棋抗議拆除中國國民黨中央委員會舊址案，王兆釧、民主進步黨立法委員周伯倫及另一名男子葉國坤一同從旁聽席衝上前衝撞法警，企圖阻止法警帶走許榮棋。葉國坤因與法警有肢體衝突而被依現行犯逮捕，王兆釧與周伯倫則因被攔阻而被推出法庭外。之後王兆釧被臺灣臺北地方法院多次傳喚都不到庭，而被該院發布通緝。
1994年12月1日，王兆釧率眾到中華民國總統府前，抗議總統李登輝公開呼籲民眾不要參與臺北縣政府核四公投的言論。王兆釧在凱達格蘭大道遭臺北市政府警察局架設鐵絲網阻攔，以油壓剪先後剪斷鐵絲網四處，遭警方蒐證並依《中華民國刑法》妨害公務罪移送法辦；1996年4月11日，法院判處王兆釧有期徒刑四個月、緩刑三年定讞。
1997年12月4日，臺北市政府警察局警員臨檢時意外發現王兆釧躲藏在臺北市長安東路二段朋友的住處，將王兆釧逮捕移送臺灣臺北地方法院；王兆釧在臨時庭中，承認自己有意逃避，逃避原因是不願坐牢；法官諭令王兆釧以新臺幣六十萬元交保。
1998年11月15日，王兆釧在臺北縣中和市景平路競選總部遭臺北縣政府警察局中和分局逮捕，並立即解送臺灣臺北地方法院。